# Remus Opreanu
Remus Opreanu (n. 22 septembrie 1844, Constanța, Imperiul Otoman – d. 23 octombrie 1908, București, România) a fost un politician român, primul prefect al județului Constanța, cunoscut pentru faptul că a susținut interesele Dobrogei și după încheierea mandatului, în calitate de parlamentar.
O stradă din centrul vechi al Municipiului Constanța precum și o localitate din județul Constanța îi poartă numele. De asemenea, Școala cu clasele I-VIII nr. 7 din Constanța se numește, de la 28 noiembrie 2006, Școala Gimnazială „Remus Opreanu”.

## Activitate socio-profesională
A fost pe rând procuror și supliant la Tribunalul de Prahova, judecător la Brăila, procuror la curtea din Focșani, judecător și procuror general la curtea din Craiova (1873), prefect de Putna (1876) și procuror general la Curtea de Apel din București (1876-1878). În noiembrie 1878 a fost numit prefect al districtului Constanța din provincia Dobrogea, atașată României în urma Congresului de la Berlin. În septembrie 1881 a demisionat și s-a stabilit la București. Ca deputat, senator de Ialomița cât și consilier al Curții de Casație, a susținut interesele Dobrogei în Parlament.

## Realizări
A redactat și a pus în aplicare legea pentru organizarea Dobrogei. A avut inițiativa de a ridica la Constanța statuia lui Publius Ovidius Naso, poetul latin exilat în cetatea antică Tomis.